# Coupe d'Asie des nations féminine de football 2010
Navigation
Édition précédente Édition suivante
La Coupe d'Asie féminine de football 2010 est la dix-septième édition de la Coupe d'Asie féminine de football, une compétition de la Confédération asiatique de football (AFC) qui met aux prises les meilleures sélections nationales féminines de football affiliées à l'AFC.
L'édition 2010 de la Coupe d'Asie se déroule du 19 au 30 mai 2010 en Chine. D'avril à juillet 2009, les sélections nationales de 12 pays participent à une phase de qualifications, dans le but de désigner les trois équipes pouvant prendre part au tournoi final en compagnie de l'Australie, la Chine, la Corée du Nord, la Corée du Sud et le Japon, qualifiés d'office.
La compétition est remportée par l'Australie qui bat en finale la Corée du Nord après une séance de tirs au but (1-1 après prolongation). Il s'agit du premier titre de l'équipe australienne. Il s'agit de la sixième finale pour la Corée du Nord, vainqueur de l'épreuve en 2001, 2003 et 2006. Le pays hôte, la Chine, est éliminée au stade des demi-finales par la Corée du Nord, et perd le match pour la troisième place face au Japon sur le score de 2-0.

## Stades retenus
Deux stades chinois sont sélectionnés pour accueillir les matchs de la Coupe d'Asie 2010 et se situent tous les deux dans la ville de Chengdu, dans la province du Sichuan. Le Stade du centre sportif de Chengdu accueille la majorité des matchs dont la finale. Le Centre sportif de Shuangliu accueille deux matchs de la phase de groupes.

## Nations qualifiées
Huit équipes participent à la compétition. Le tableau dresse le classement FIFA des différentes équipes participantes sur le plan continental et mondial.
| Classement FIFA au 12 mars 2010 |      |               |
| Monde                           | Asie | Nation        |
| 4                               | 1    | Japon         |
| 8                               | 2    | Corée du Nord |
| 10                              | 3    | Australie     |
| 16                              | 4    | Corée du Sud  |
| 17                              | 5    | Chine         |
| 31                              | 6    | Viêt Nam      |
| 32                              | 7    | Thaïlande     |
| 46                              | 10   | Birmanie      |

## Déroulement de la phase finale
Les rencontres du tournoi se disputent selon les lois du jeu, qui sont les règles du football définies par l'International Football Association Board (IFAB).
Le premier tour se joue par groupes de quatre équipes, la répartition des équipes dans les différents groupes étant déterminée par tirage au sort. Chaque groupe se dispute sous la forme d'un championnat, chaque équipe jouant un match contre ses trois adversaires. Les deux premiers de chaque poule se qualifient pour les demi-finales.
Si à l’issue du premier tour, plusieurs équipes dans un groupe ont le même nombre de points, les critères suivants sont utilisés pour les départager et les classer :
1. Le plus grand nombre de points obtenus entre équipes à égalité sur les rencontres les opposant
2. La différence de buts entre équipes à égalité sur les rencontres les opposant
3. Le plus grand nombre de buts marqués entre équipes à égalité sur les rencontres les opposant
4. La différence de but entre équipes à égalité comprenant tous les matchs du groupe
5. Le plus grand nombre de buts marqués entre équipes à égalité comprenant tous les matchs du groupe
6. Séance de tirs au but si deux équipes sont concernées et qu'elles s'affrontent
7. Classement disciplinaire (cartons jaunes et rouges)
8. Tirage au sort[2].

Lors des matchs à élimination directe (à partir des demi-finales), si les deux équipes sont à égalité à la fin du temps règlementaire de 90 minutes, une prolongation de deux fois 15 minutes est jouée. Si les deux équipes sont toujours à égalité à la fin de la prolongation, le vainqueur est désigné par l'épreuve des tirs au but.

### Premier tour

#### Groupe A
| Rang | Équipe        | Pts | J | G | N | P | Bp | Bc | Diff |
| ---- | ------------- | --- | - | - | - | - | -- | -- | ---- |
| 1    | Japon         | 9   | 3 | 3 | 0 | 0 | 14 | 1  | +13  |
| 2    | Corée du Nord | 6   | 3 | 2 | 0 | 1 | 6  | 2  | +4   |
| 3    | Thaïlande     | 3   | 3 | 1 | 0 | 2 | 2  | 7  | -5   |
| 4    | Birmanie      | 0   | 3 | 0 | 0 | 3 | 0  | 12 | -12  |

| Match | Date   | Équipe 1      | Résultat | Équipe 2      |
| ----- | ------ | ------------- | -------- | ------------- |
| 3     | 20 mai | Corée du Nord | 3-0      | Thaïlande     |
| 4     | 20 mai | Japon         | 8-0      | Birmanie      |
| 7     | 22 mai | Thaïlande     | 0-4      | Japon         |
| 8     | 22 mai | Birmanie      | 0-2      | Corée du Nord |
| 11    | 24 mai | Corée du Nord | 1-2      | Japon         |
| 12    | 24 mai | Birmanie      | 0-2      | Thaïlande     |

#### Groupe B
| Rang | Équipe       | Pts | J | G | N | P | Bp | Bc | Diff |
| ---- | ------------ | --- | - | - | - | - | -- | -- | ---- |
| 1    | Chine        | 7   | 3 | 2 | 1 | 0 | 6  | 0  | +6   |
| 2    | Australie    | 6   | 3 | 2 | 0 | 1 | 5  | 2  | +3   |
| 3    | Corée du Sud | 4   | 3 | 1 | 1 | 1 | 6  | 3  | +3   |
| 4    | Viêt Nam     | 0   | 3 | 0 | 0 | 3 | 0  | 12 | -12  |

| Match | Date   | Équipe 1     | Résultat | Équipe 2     |
| ----- | ------ | ------------ | -------- | ------------ |
| 1     | 19 mai | Australie    | 2-0      | Viêt Nam     |
| 2     | 19 mai | Chine        | 0-0      | Corée du Sud |
| 5     | 21 mai | Corée du Sud | 1-3      | Australie    |
| 6     | 21 mai | Viêt Nam     | 0-5      | Chine        |
| 9     | 23 mai | Chine        | 1-0      | Australie    |
| 10    | 23 mai | Viêt Nam     | 0-5      | Corée du Sud |

### Tableau final
|  | Demi-finales  | Demi-finales  |                        |          | Finale | Finale |
|  | Demi-finales  | Demi-finales  |                        |          | Finale | Finale |
|  |               |               |                        |          |        |        |
|  | 27 mai        | 27 mai        |                        |          | 30 mai | 30 mai |
|  | 27 mai        | 27 mai        |                        |          | 30 mai | 30 mai |
|  | Japon         | 0             |                        |          | 30 mai | 30 mai |
|  | Japon         | 0             |                        |          | 30 mai | 30 mai |
|  | Australie     | 1             |                        |          | 30 mai | 30 mai |
|  | Australie     | 1             | Australie              | 1 tab(5) |        |        |
|  | 27 mai        |               | Australie              | 1 tab(5) |        |        |
|  |               | Corée du Nord | 1ap (4)                |          |        |        |
|  | Chine         | Corée du Nord | 1ap (4)                | 0        |        |        |
|  | Chine         |               |                        | 0        |        |        |
|  | Corée du Nord | 1ap           |                        |          |        |        |
|  | Corée du Nord | 1ap           | Match pour la 3e place |          |        |        |
|  |               |               |                        |          |        |        |
|  | 30 mai        |               |                        |          |        |        |
|  |               |               |                        |          |        |        |
|  | Japon         | 2             |                        |          |        |        |
|  | Japon         | 2             |                        |          |        |        |
|  | Chine         | 0             |                        |          |        |        |
|  | Chine         | 0             |                        |          |        |        |

## Récompenses

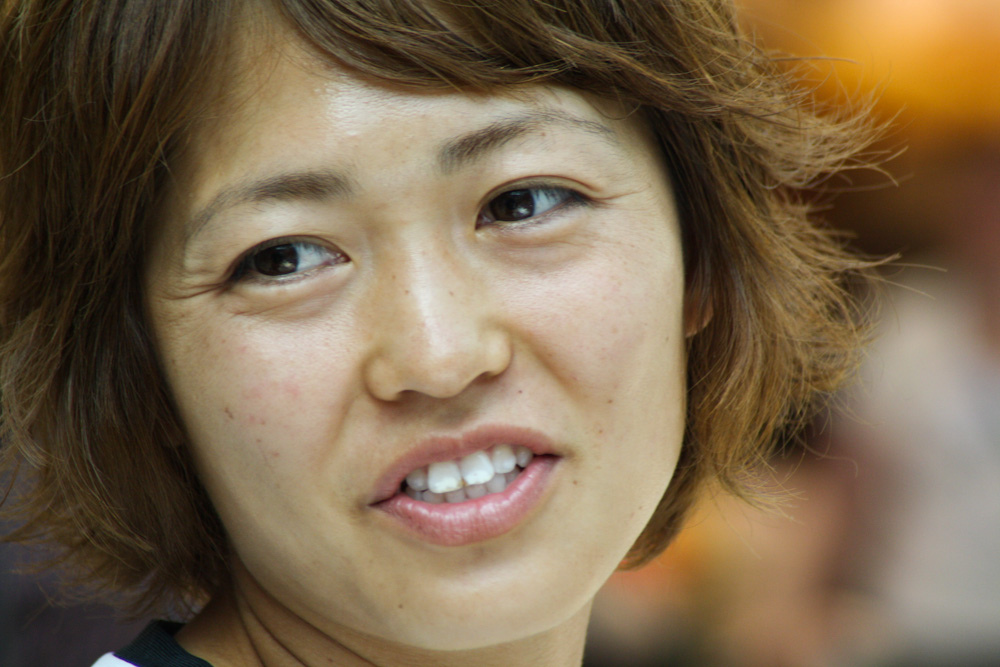
Kozue Ando, meilleure buteuse de la compétition

La milieu de terrain nord-coréenne Jo Yun-mi est élue meilleure joueuse de la compétition. La Japonaise Kozue Ando est sacrée meilleure buteuse du tournoi avec trois buts marqués. La Chine se voit attribuer le prix du fair-play.